# Pandora perangusta
Pandora perangusta is een tweekleppigensoort uit de familie van de Pandoridae. De wetenschappelijke naam van de soort is voor het eerst geldig gepubliceerd in 1910 door Preston.